# Sepulcro-Hilario
Sepulcro-Hilario è un comune spagnolo di 264 abitanti situato nella comunità autonoma di Castiglia e León.